# 姚家豪
姚家豪（1982年6月2日—），藝名阿Bu。《黑紙》、《100毛》和《毛記電視》創辦人，現職《毛記葵涌》主席兼執行董事。曾是香港商業電台叱咤903主持人，曾就讀馬鞍山崇真中學和沐恩中學，並畢業於香港浸會大學國際學院。於my903.com五天精華遊節目討論區上獲得可愛教主稱號。熱愛足球，但亦被奉為燈神Bu，Jackpot Bu，而他本人的綽號亦多不勝數。現居於海德公園，最近受痔瘡情緒困擾。現逢星期一、三、五晚上10時起，與余迪偉、鄒凱光於YouTube共同主持《三叔公園》（為1872遊花園之舊班底），並曾於節目透露因長期身上只有30元港幣和一對待退換的拖鞋；生活拮据之下透過戒煙熱線，成功戒煙而獲得港幣50元超市禮券因此翻身；身高167cm，曾經體重60公斤，因歐遊關係體重曾急增至97公斤，直至23年5月減至28公斤。 曾被誤會發跡後居住於凡爾賽宮，之後澄清並沒有

## 簡歷
姚家豪有一個弟弟。他於2004年參加「突破DJ訓練課程」，2005年以陪跑王之綽號得到冠軍勝出由叱吒903舉辦的發開口夢DJ選拔賽而加入商台，擔任五天精華遊行動組成員。2006年開始主持個人節目天王教室，並擔任五天精華遊的節目助理，做混音工作及負責禁室培育，亦是U的節目主持人。2007年7月至9月之間被罰停止主持3個月。2007年10月16日回歸五天精華遊，並繼續製作禁室培育。
2007年12月16日，因西崎公園節目主持人Jessie放假，所以暫時頂替其時段3星期並主持音樂節目禁室逃獄。同月他與U節目拍檔王郁及陳強組成Unidex，以聯校應援團身份及作學校巡迴演出。Unidex模仿日本組合，並改編香港流行曲成日文歌，包括把張敬軒的《酷愛》改編成《櫻花下的夕陽》，把關楚耀的《你當我甚麼》改編成《白色彩虹》，而後者阿Bu曾於2007年12月14日五天精華遊聖誕派對中演唱過。
2008年7月7日開始與余迪偉主持精華遊花園，被他評為天然呆。 其後於2009年4月30日轉為繼續與余迪偉，鄒凱光(鄒凱光於2009年7月13日加入)主持節目一八七二遊花園。另外，阿Bu也在2009年4月26日開始主持個人節目o囧0，6月28日於其節目o囧0中對該節目的維基百科之條目提出不少修正。
2009年12月，阿Bu與陳強主持塔利A班，並正式宣布與林日曦三人於2010年共同推出「偽文學雜誌《黑紙》」，為期一年。2010年，阿Bu結束o囧0，與陳強主持人人人。2011年，「偽文學雜誌《黑紙》」改革為「偽娛樂雜誌《黑紙》」，於7-11以港幣1元發售，而黑紙仍然保持每年改革以及只售港幣1元傳統。
2013年4月22日，阿Bu在電台節目一八七二遊花園中宣布自己將會離開商台，其後開始招募新節目主持人。5月4日，阿Bu主持最後一集人人人；5月10日主持最後一集一八七二遊花園，正式離開商台。
2014年2月18日接受港台電視31節目視點31的訪問表示因想全職發展與林日曦和陳強共同創辦雜誌《黑紙》和《100毛》而離開商台。
2015年，黑紙旗下的網路傳媒毛記電視正式成立，而阿Bu則於2016年節目《猴子偷毛賀新春 之 毛記賀歲盃》首度以「腦細B」（老闆B）身份於毛記電視節目內正式亮相。
2021年11月11日，「利君牙」陳柏寧於Instagram宣佈和姚家豪結婚。
2022年5月6日，阿BU出山與舊拍檔余迪偉，鄒凱光於youtube一起主持網上節目「三叔公園」，逢星期一、三、五晚上10時至11時30分。

## 曾主持節目
- 球來球往（星期六深夜1時至2時－與鄒凱光一同主持）
- 空中喱民（星期一至五晚上8時至10時）
- 天王教室（星期日晚上8時至9時）
- 在鼠年的一天出發（2008年2月7日至8日上午7時至10時，為農曆新年的特備節目）
- 五天精華遊（逢星期一至五下午2時至4時）
- U（逢星期六黃昏7時至9時－與陳強和王郁一同主持）
- 精華遊花園（逢星期一至五下午1時至3時－與余迪偉一同主持）
- 球來球往之怒火手記（不定時播放節目－與鄒凱光一同主持）
- 禁室逃獄（暫代其他主持時播放）
- 塔利A班
- o囧0（逢星期日下午5時至7時）
- 摩星嶺11號（2010年8月9日至20日上午10時至12時－與雲海主持；暫代《早霸王》節目）
- 一八七二六六六（2010年10月18日至22日晚上11時至深夜1時－與雲海主持；暫代《一八七二遊花園》節目）
- 903 idclub 想索敢要 （逢星期日下午1時至2時）
- 一八七二遊花園（逢星期一至五晚上11時至2時－與余迪偉、鄒凱光主持。）
- 人人人（逢星期六下午6時至7時）

## 曾參與廣播劇
- 吳湯＠高登少年
- Panadoll＠大野叔叔拆你屋（星期一至星期五下午5時30分至6時和凌晨12時30分至1時）
- 元BU＠喪Do男前傳（於有耳喱民時段內大約凌晨十二時二十分後播出）
- 小囧@小囧求愛網誌XD（於o囧0時段內大約下午五時三十分後播出）

## 曾參與舞台演出
- 壞-ology （页面存档备份，存于） (2024/06/07-09 麥花臣場館)

## 參與組合
- Unidex（其餘成員：王郁、陳強）
  - 主打歌曲：櫻花下的夕陽，白色的彩虹
  - 會考A歌：《會考A歌》於阿Bu與王郁、陳強主持電台節目《U》時共同創作，原意為香港會考考生以流行曲譜上學習內容歌詞，此系列歌曲於循道中學全等三角形教學歌曲爆紅事件中再次被提及。[7]
    - 中史A歌：《玄武門之變》
    - 數學A歌：《三角關係》
    - 歷史A歌：《1914》
    - 生物A歌：《維他命與你》
    - 文學A歌：《唐詩詩 feat 李白》
    - 地理A歌：《吹得就吹》
    - 會計A歌：《會計會計》
    - 英文口試A歌：《That's Right》
    - 放榜A歌：《傍住你》

## 外部連結
- 於881903.com的個人介紹（页面存档备份，存于）
- Bu 的 facebook（页面存档备份，存于）
- 個人網誌（页面存档备份，存于）